# Sassenburg
Sassenburg är en kommun i Landkreis Gifhorn i förbundslandet Niedersachsen i Tyskland. 
Kommunen bildades 1 mars 1974 genom en sammanslagning av de tidigare kommunerna Dannenbüttel, Grußendorf, Neudorf-Platendorf, Stüde, Triangel och Westerbeck.